# Zamarada differens
Zamarada differens là một loài bướm đêm trong họ Geometridae.